# Amílcar Bettega Barbosa
Amílcar Bettega ou Amilcar Bettega Barbosa (São Gabriel, Rio Grande do Sul, 1964) é um escritor brasileiro.

## Biografia
Formado em Engenharia Civil, é doutor em Letras. Autor dos livros "O voo da trapezista" (Movimento/IEL, 1994), "Deixe o quarto como está" (Companhia das Letras, 2002), vencedor do Prêmio Açorianos e menção honrosa do Prémio Casa de Las Américas, em Cuba, "Os lados do círculo" (Companhia das Letras, 2004), vencedor do Prêmio Portugal Telecom 2005 e "Barreira" (Companhia das Letras, 2013).
Seus livros estão publicados em Portugal, Espanha e Bulgária. Tem contos publicados em revistas e antologias em países como França, Itália, EUA, Suécia, Luxemburgo e Romênia.
Participou de vários programas de residências internacionais, tais como International Writing Program, da University of Iowa, em Iowa (EUA), em 2010, Château de Lavigny, em Lavigny (Suíça), em 2009, Ledig House International Writers’ Residence, em Omi (EUA), em 1999, entre outros.
Como tradutor, publicou, entre outros, "125 contos de Maupassant" (Companhia das Letras, 2009).
Mora, atualmente, em Pequim, na China..

## Obra
Sua literatura é marcada por um grande domínio técnico em que se deixa perceber uma autoconsciência crítica, como diz o crítico José Geraldo Couto, alguns de seus contos se filiam ao chamado realismo fantástico (estabelecendo uma intertextualidade com o escritor argentino Julio Cortázar), em que acontecimentos inesperados tomam conta do contexto de forma "realista"[carece de fontes?].
Não se filia a certa literatura brutalista que tem marcado esse início de século XXI, seus textos deixam claro uma preocupação maior com o trabalho de exercício da escrita, com frases bem polidas e poéticas; segue um caminho próprio dentro da nova literatura brasileira, construindo uma obra que se mantém ligada através de personagens à procura de um sentido para se viver num mundo cada vez mais caótico de sentidos e significados[carece de fontes?].

### Algumas participações em antologias
- Conto & cidade (1997)
- O autor ausente (1997)
- Antologia crítica do conto gaúcho (1998)
- O livro dos homens (2000)
- Contos sem fronteiras (2000)
- Geração 90: Manuscritos de computador (2001)
- Dicionário amoroso da língua portuguesa (2009)
- Antologia panamericana" (2010)
- No restaurante submarino (2012)